# 中国国家版本馆
中国国家版本馆是一个集展览馆、图书馆、档案馆、博物馆為一體的綜合性場館。它主要收藏中國古籍、中華民国大陸時期文献、碑帖、家谱、手稿、印章、陶瓷、戏剧脸谱、工业品、建筑物等的设计图纸、照片、邮票、明信片、邮资封、钱币、布票、粮票等藏品。中国国家版本馆设有中央总馆、西安分馆、杭州分馆、广州分馆，当中3个分馆是中央总馆的异地灾备中心，确保各類藏品免遭各类灾害损毁。中國共產黨中央委員會總書記習近平稱中國國家版本館是他本人親自批准的項目。四個場館於2022年7月30日同步開館。

## 中央总馆（文瀚阁）
中国国家版本馆中央总馆（文瀚阁），位于北京昌平区兴寿镇燕山。前身是1950年成立的中央人民政府出版总署图书馆。2018年9月，转隶中国共产党中央委员会宣传部。當地原为废弃采石场。
中央总馆入藏的各類實體資源達1600万余册。中央总馆文兴楼里設有版本工艺、中国邮票、中国货币3个专题展览，分别展示新石器时代至近现代的版本工艺、中国邮票和中国历代货币的发展变迁。主要建筑依次为文兴楼、文华堂和文瀚阁。文兴楼是国家版本馆的门厅，也是系列展览的序厅。正面主题壁画《山河揽胜》，取义三山五岳及昆仑山脉。文兴楼布置三个专题展览：首层为“版本工艺展”，展示版本的制作和演变过程；二层为“中国邮票展”和“中国钱币展”，体现版本的多样性。文华堂是国家版本馆的主展馆，两个基本陈列“斯文在兹——中华古代文明版本展”和“见证伟业——中华民族复兴版本展”分别位于二层和一层。文华堂中央为国家书房，高13米，面积达1350平方米。四周布置十五组通高书柜，收藏展示三万余册古今典籍图书。中央八角形藻井内形成圆形星空穹顶，漫天星宿点缀其中，图案取自宋代碑刻天文图，呼应“文瀚阁”之名象征中华文化如浩瀚星空的寓意。文瀚阁一二三层布置主题展览“真理之光——马克思主义中国化时代化经典版本展”。中央为文瀚厅，三层通高，为中国传统的八角形空间，每层四周向心布置书柜，层层收分，营造出一个极具中华文化韵味的藏书空间。集中陈列珍贵古籍出版物，包括《四库全书》《永乐大典》《古今图书集成》等原大仿真影印本。

## 杭州分馆（文润阁）

中国国家版本馆杭州分馆

中国国家版本馆杭州分馆（文润阁），又稱杭州国家版本馆，位於杭州良渚街道，由中国美术学院教授王澍设计。
杭州館总建筑面积10.31万平方米，建有主书房、南书房、文润阁、山体库房、附属用房等13个单体建筑。杭州国家版本馆原址是一個废弃的矿坑，它于2020年4月奠基，2022年7月23日落成。

## 西安分馆（文济阁）
中国国家版本馆西安分馆（文济阁），又稱西安國家版本館，位於西安秦岭圭峰山，占地300.183亩，总建筑面积8.25万平方米。
2022年7月23日，西安国家版本馆落成。开馆初期分館征集到各類實體资源209万册（件）、数字资源160TB。

## 广州分馆（文沁阁）
中国国家版本馆廣州分馆（文沁阁），又稱廣州國家版本館，由中國工程院院士何鏡堂團隊負責設計，位於廣州市從化區鳳凰山麓、流溪河畔，佔地24.69萬平方米。
2022年7月30日，中國國家版本館廣州分館正式開幕，目前已入藏版本數量約256萬冊。